# Patersberg
Patersberg là một đô thị ở huyện Rhein-Lahn, bang Rheinland-Pfalz, phía tây nước Đức.